# Boska RK Banja Luka
Boska RK Banja Luka (code BLSE : BOSK-R-A) est une entreprise bosnienne du secteur commercial qui a son siège social à Banja Luka, la capitale de la république serbe de Bosnie.

## Données boursières
Le 12 mars 2010, l'action de Elektrokrajina Banja Luka valait 0,15 BAM (marks convertibles), soit 0,08 EUR.